# Ï̂
Ï̂ (minuscule : ï̂), appelé I tréma accent circonflexe, est une lettre latine utilisée dans l’écriture du trique de Chicahuaxtla et la romanisation ISO 843 de l’alphabet grec. Elle a aussi été en français au XIXe siècle.

## Utilisation

### En français
En français, plusieurs grammairiens ont proposé cette lettre. Émile Littré indique dans les années 1870 que « plusieurs grammairiens disent que le tréma ne dispense pas de l’accent : haï̂mes, haï̂tes ». Le Trésor de la langue française informatisé reprend sa remarque.
Seules de rares formes verbales sont concernées par cette lettre :
- haïr :
  - nous haï̂mes
  - vous haï̂tes
  - qu'il/elle/on haï̂t
- ouïr :
  - nous ouï̂mes
  - vous ouï̂tes
  - qu'il/elle/on ouï̂t
- amuïr :
  - nous amuï̂mes
  - vous amuï̂tes
  - qu'il/elle/on amuï̂t
- inouïr :
  - nous inouï̂mes
  - vous inouï̂tes
  - qu'il/elle/on inouï̂t
- ainsi que les mêmes formes pour les verbes qui en sont dérivés : déshaïr, entr’ouïr, entrouïr, entre-haïr, entrehaïr, rehaïr, reouïr, s’entre-haïr, s’entrehaïr.

### Romanisation du grec
Dans la  romanisation ISO 843 de l’alphabet grec, ‹ Ï̂, ï̂ › translittère la lettre iota diérèse circonflexe ‹ Ϊ͂, ῗ ›.

## Représentations informatiques
Le I tréma accent circonflexe peut être représenté avec les caractères Unicode suivants : 
- composé et normalisé NFC (latin-1, diacritiques) :

| formes    | représentations | chaînes de caractères | points de code | descriptions                                                   |
| --------- | --------------- | --------------------- | -------------- | -------------------------------------------------------------- |
| capitale  | Ï̂               | Ï◌̂                    | U+00CF U+0302  | lettre majuscule latine i tréma diacritique accent circonflexe |
| minuscule | ï̂               | ï◌̂                    | U+00EF U+0302  | lettre minuscule latine i tréma diacritique accent circonflexe |

- décomposé et normalisé NFD (latin de base, diacritiques) :

| formes    | représentations | chaînes de caractères | points de code       | descriptions                                                               |
| --------- | --------------- | --------------------- | -------------------- | -------------------------------------------------------------------------- |
| capitale  | Ï̂               | I◌̈◌̂                   | U+0049 U+0308 U+0302 | lettre majuscule latine i diacritique tréma diacritique accent circonflexe |
| minuscule | ï̂               | i◌̈◌̂                   | U+0069 U+0308 U+0302 | lettre minuscule latine i diacritique tréma diacritique accent circonflexe |